# Music of the Sun
Albums de Rihanna
A Girl Like Me
(2006)
Singles
1. Pon de Replay
Sortie : 15 avril 2005
2. If It's Lovin' that You Want
Sortie : 19 août 2005

Music of the Sun est le premier album de la chanteuse de pop Rihanna sorti sous le label Def Jam le 29 août 2005. Avant de signer un contrat, Rihanna est découverte par le producteur Evan Rogers qui aide Rihanna à faire des démos et à les envoyer aux labels. Après avoir signé un contrat pour le label Def Jam, Rihanna continue de travailler avec Rogers et son partenaire Carl Sturken pour son premier album. Music of the Sun est enregistré entre 2004 et 2005. Music of the Sun mélange pop, dance-pop, dancehall et reggae.
L'album reçoit des critiques mitigées, certaines complimentent les chansons de dancehall alors que d'autres critiquent la production. Music of the Sun débute à la dixième place du Billboard 200 et à la sixième du Top R&B/Hip-Hop Albums. L'album atteint le top 40 en Allemagne, Nouvelle-Zélande, Royaume-Uni et Suisse. Il produit deux singles : Pon de Replay et If It's Lovin' that You Want. Le premier atteint la seconde place du Billboard Hot 100 et la première du Hot Dance Club Songs. Music of the Sun est certifié disque de platine par la Recording Industry Association of America (RIAA) pour la vente de 1 000 000 exemplaires.

## Jeunesse

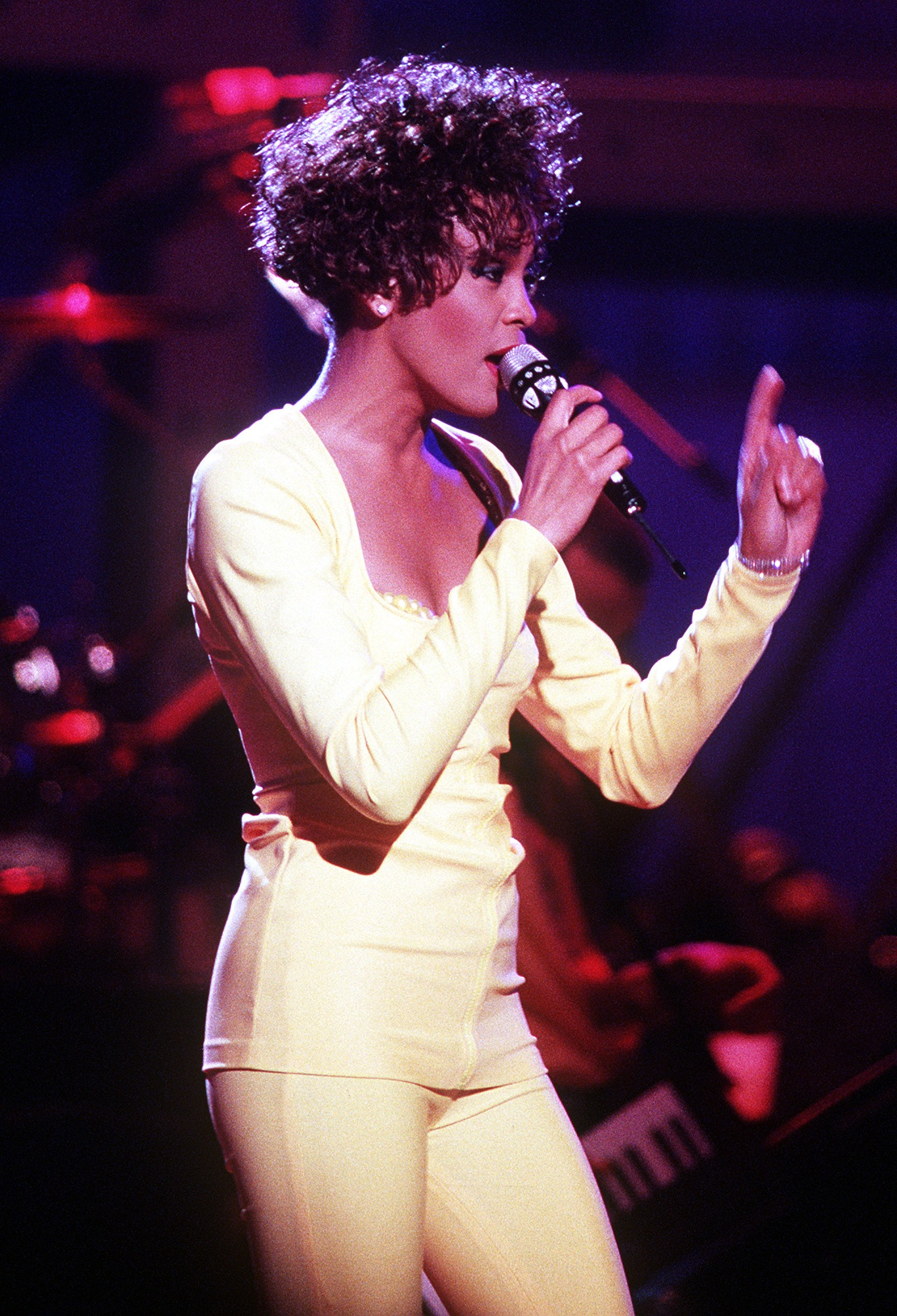
Avant de signer un contrat avec Def Jam Recordings, Rihanna interprète la reprise de For the Love of You par Whitney Houston pour Jay-Z,.

Avant de signer un contrat chez Def Jam Recordings, Rihanna est découverte dans son île natale de La Barbade par le producteur américain Evan Rogers. La rencontre se fait en décembre 2003 par des amis communs à Rihanna et à la femme de Rogers, alors que le couple est en vacances à La Barbade. Ces amis ont affirmé à la femme de Rogers que Rihanna avait toujours chanté. Après cette première rencontre, Rogers auditionne Rihanna et ses deux amies dans sa chambre d'hôtel. Elle interprète Emotion de Destiny's Child et Hero de Mariah Carey. Rogers, très impressionné par les reprises de Rihanna, décide de l'emmener à New York. Accompagnée de sa mère Monica, Rihanna enregistre quelques démos envoyées à des labels,. La production des démos prend une année car Rihanna ne peut enregistrer que pendant les vacances scolaires. À l'âge de seize ans, Rihanna signe pour la compagnie de Rogers et Carl Sturken, Syndicated Rhythm Productions, où elle rencontre son propre manager. Ses démos sont complétées et envoyée à plusieurs labels dans le monde en 2004. Le premier à répondre aux démos est Jay-Z, récemment sollicité par L.A. Reid des Def Jam Recordings où Rihanna a auditionné,. En revenant sur son audition et sa rencontre avec Jay-Z, Rihanna raconte, lors d'une interview, ses impressions avant d'entrer dans la pièce :

« J'étais vraiment très stressée... Je me disais : « Mon Dieu, il est là, je ne peux pas regarder, je ne peux pas regarder, je ne peux pas regarder ! ». Je me rappelle avoir été très silencieuse. J'étais très timide. J'avais tout le temps froid. J'étais excitée. Je me suis assise à côté de Jay-Z. Comme, Jay-Zee. J'étais en admiration. »

Durant l'audition, Rihanna réinterprète la reprise de For the Love of You par Whitney Houston, Pon de Replay et The Last Time. Les deux dernières vont être incluses dans l'album Music of the Sun. Au début, Jay-Z est sceptique de laisser Rihanna signer un contrat car Pon de Replay était trop importante pour elle et « quand une chanson est aussi importante, il est difficile pour une nouvelle artiste d'y partir. Je ne signe pas pour des chansons mais pour des artistes ». Rihanna signe donc pour un contrat de six albums avec Def Jam Recordings en février 2005, le même jour que l'audition et Jay-Z dit : « Il y a deux chemins. Soit passer la porte en ayant signé, soit sauter par la fenêtre... », sous-entendu qu'il ne la laisserait pas sortir avant d'avoir signé. Après avoir signé pour Def Jam Recordings, Rihanna annule plusieurs autres rencontres avec des labels et déménage à New York pour vivre avec les Rogers. Rihanna explique le concept de l'album à Kidzworld en disant que le soleil est un hommage aux Caraïbes et que l'album contient des musiques de son enfance.

## Enregistrement et structure musicale
Après avoir signé un contrat pour Def Jam Recordings, elle commence à collaborer avec plusieurs producteurs et continue à travailler avec Rogers et Sturken qui ont déjà composé Pon de Replay et The Last Time. Même si Rihanna déclare qu'elle ne voulait pas enregistrer Pon de Replay, elle l'apprécie de plus en plus à la fin de l'enregistrement. Dans une interview pour Kidzworld, Rihanna explique que le duo l'a aidée à développer ses capacités d'écriture en attirant l'attention sur le fait qu'ils ont déjà travaillé avec Britney Spears, Christina Aguilera et Kelly Clarkson.
Music of the Sun est un mélange de soca, dancehall, reggae, dance-pop et R&B. Pon de Replay a été écrite et produite par Carl Sturken, Evan Rogers et Vada Nobles,. Musicalement, Pon de Replay est une chanson dance-pop et R&B. Dans la chanson, Rihanna demande au DJ de rediffuser sa chanson préférée pour danser dans une boîte de nuit. The Last Time, écrite par Sturken, et Rogers se compose d'une guitare acoustique alors que Now I Know se compose de cordes. En plus de travailler avec Rogers et Sturken pour la majorité de l'album, Rihanna travaille avec Poke & Tone et Stargate. If It's Lovin' that You Want a été écrite par Samuel Barnes, Scott LaRock, Makeba Riddick, Jean-Claude Oliver, Lawrence Parker Musicalement, c'est une chanson R&B. Lors d'une interview pour MTV, Rihanna explique que la chanson « dit à un mec : « Si c'est l'amour que tu veux, tu dois me prendre comme copine car je sais ce dont tu as besoin » ». Une suite de la chanson, intitulée If It's Lovin' That You Want – Part 2, en collaboration avec le rappeur Cory Gunz, est une piste bonus de l'album A Girl like Me (2006). Stargate coécrivent et produisent Let Me, la neuvième chanson de l'album. Music of the Sun contient une reprise de la chanson You Don't Love Me (No, No, No) de Dawn Penn.

## Accueil

### Critique

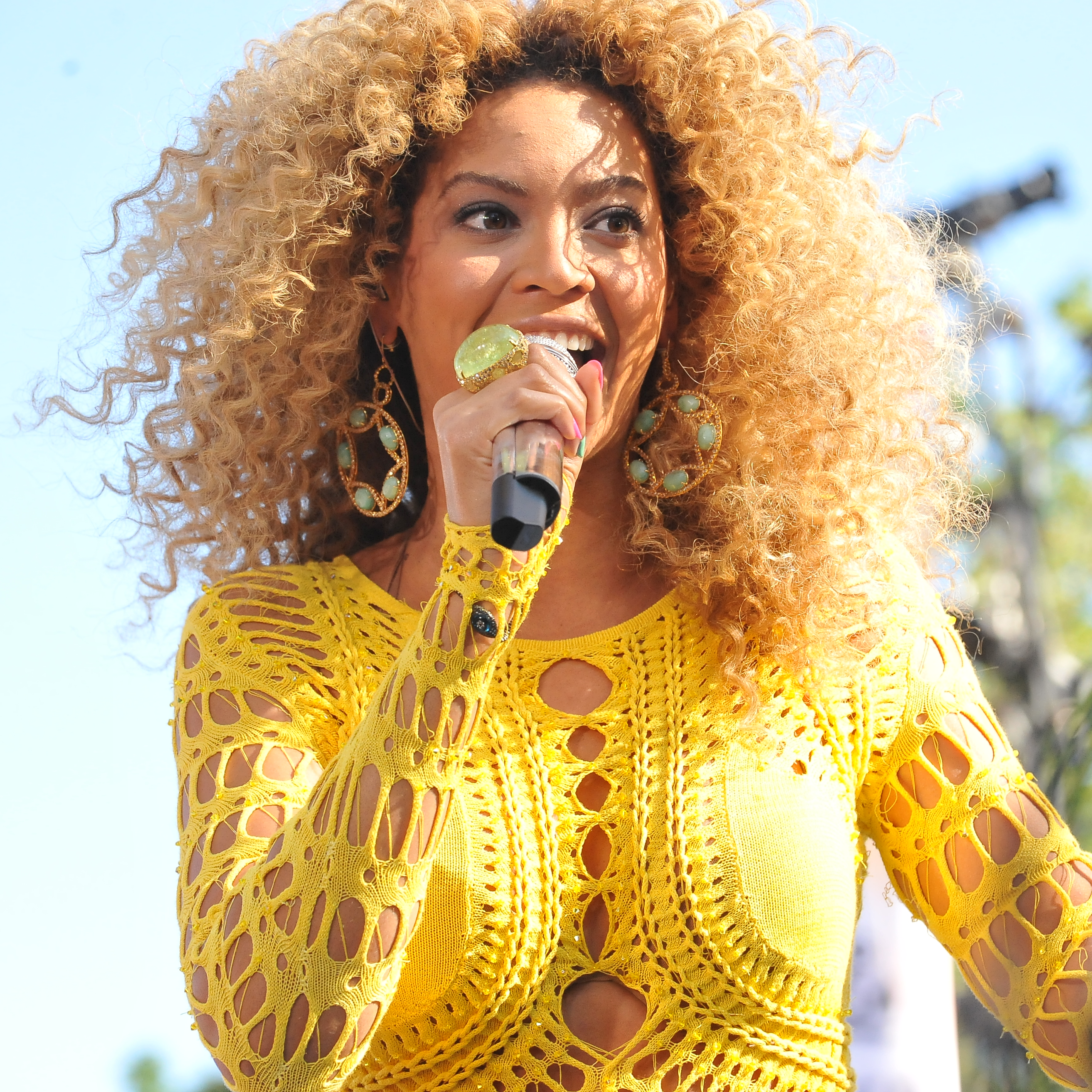
Pon de Replay a été plusieurs fois comparée à Baby Boy de Beyoncé.

Jason Birchmeier AllMusic salue Music of the Sun et donne la note de trois étoiles et demie sur cinq. Birchmeier dit que l'album présente Rihanna comme une chanteuse « plus charmeuse qu'ambitieuse » ce qui lui permet de se différencier d'autres artistes comme Ashanti, Beyoncé et Ciara. Birchmeier déclare plus loin que « Music of the Sun descend dans des douceurs sans visage mais qu'après un moment, cette uniformité globale ne montre pas ses attributs, mais heureusement, il récupère le rythme à la fin... le résultat donne l'un des albums urban dance-pop attirants de l'année ». Chantal Jenoure de The Jamaica Observer donne 3 étoiles et demie sur cinq et loue le style hip-hop et dancehall de plusieurs chansons comme Pon de Replay, Rush, Let Me, Music of the Sun et That La La La en disant qu'il rend l'auditeur « joyeux » et « détendu ».
Kelefa Sanneh de The New York Times donne une note « moyenne » à Music of the Sun et salue le mélange dancehall et reggae avec des genres plus populaires, la combinaison de pop et de dancehall fait de « Pon de Replay l'un des plus gros tubes de l'été et l'une des pistes les plus dance ». Cependant, il remarque que Rihanna semble « coincée » lorsqu'il n'y a aucun rythme pour l'accompagner. Liam Colle salue l'album et les rythmes caribéens pour donner à Music of the Sun la note de 5 sur 10. Barry Walters de Rolling Stone attribue  deux étoiles et demie sur cinq à Music of the Sun et parle du manque d'utilité, d'ingéniosité et de rythme avec « des hoquets vocaux génériques » de R&B jouant sur son « charme caraïbien ». Sal Cinquemani de Slant Magazine donne la note de deux étoiles et demie sur cinq, en disant que c'est « un surplus de jeunes chanteuses R&B » et décrit Pon de Replay comme un « mélange dancehall pop qui doit beaucoup de sa sueur à Baby Boy de Beyoncé ». Evan Serpick d'Entertainment Weekly critique Music of the Sun et donne la note C en écrivant : « La voix vibrante d'une jeune fille de 17 ans soulève des pistes comme That La La La et Let Me, mais ce dancehall/R&B fade est rempli d'éléments grossiers et d'arrangements larmoyants qui bloquent la musique du soleil ».

### Commercial
Aux États-Unis, Music of the Sun débute à la dixième place du Billboard 200 le 17 septembre 2005,. L'album reste 35 semaines au hit-parade. Music of the Sun débute à la sixième place du Top R&B/Hip-Hop Albums la même semaine et reste 44 semaines dans le classement. Cinq mois après sa sortie, le 1er janvier 2006, l'album est certifié disque d'or par la RIAA pour la vente de 500 000 exemplaires, puis disque de platine en 2020 pour la vente de 1 000 000 exemplaires. Au Canada, l'album débute à la septième place du classement le 17 septembre 2005 mais sort du top 10 la semaine suivante. Quatre mois plus tard, il est certifié disque de platine pour la vente de 100 000 exemplaires.
Hors des États-Unis et du Canada, Music of the Sun ne rencontre pas le même succès. Au Royaume-Uni, l'album débute en 35e position le 10 septembre 2005. La deuxième semaine, Music of the Sun redescend à la 38e position et sort du top 40 la semaine suivante. Le 12 mai 2006, l'album est certifié disque d'or par la British Phonographic Industry (BPI) pour la vente de 100 000 exemplaires. Ailleurs en Europe, l'album débute à la 46e du hit-parade suisse le 11 septembre 2005 et monte à la 38e place. En Autriche, elle débute à la 61e place le 18 septembre 2005 et grimpe en 45e position la semaine suivante. L'album débute à la 93e place du hit-parade français le 24 septembre 2005. Aux Pays-Bas, Music of the Sun entre à la 98e position le 29 avril 2006 et ne passe qu'une semaine dans le classement. En Nouvelle-Zélande, l'album débute à la quarantième position le 26 septembre 2005. Entre le 29 septembre et le 10 octobre, l'album sort du top 40 mais rentre à la quarantième position. Il grimpe jusqu'à la 26e place.

## Titres
| No  | Titre                                             | Auteur                                                                                                 | Durée |
| --- | ------------------------------------------------- | --- | ----- |
| 1.  | Pon de Replay                                     | Alisha Brooks, Vada Nobles, Evan Rogers, Carl Sturken                                                  | 4:06  |
| 2.  | Here I Go Again (avec J-Status)                   | Evan Rogers, Carl Sturken, J-Status, Robyn Fenty                                                       | 4:11  |
| 3.  | If It's Lovin' that You Want                      | Jean Claude Oliver, Samuel Barnes, Alexsander Mosely, Scott Larock, Lawrence Parker, Makeba Riddick    | 3:28  |
| 4.  | You Don't Love Me (No, No, No) (avec Vybz Kartel) | Dawn Penn, Ellas McDaniel, Willie Cobbs                                                                | 4:20  |
| 5.  | That La, La, La                                   | Full Force, Dernst Emile                                                                               | 3:45  |
| 6.  | The Last Time                                     | Evan Rogers, Carl Sturken                                                                              | 4:53  |
| 7.  | Willing to Wait                                   | Evan Rogers, Carl Sturken, Nathan Watts, Henry Redd, Cotton Griene, June Deniece Williams, Robyn Fenty | 4:37  |
| 8.  | Music of the Sun                                  | Diane Warren, Evan Rogers, Robyn Fenty                                                                 | 3:56  |
| 9.  | Let Me                                            | Mikkel S. Eriksen, Tor Erik Hermansen, Evan Rogers, Carl Sturken, Makeba Riddick                       | 3:56  |
| 10. | Rush (avec Kardinal Offishall)                    | Evan Rogers, Carl Sturken                                                                              | 3:09  |
| 11. | There's a Thug in My Life (avec J-Status)         | E. Jordan, Evan Rogers, Carl Sturken                                                                   | 3:21  |
| 12. | Now I Know                                        | Evan Rogers, Carl Sturken, Robyn Fenty                                                                 | 5:01  |

| 13. | Pon de Replay (Remix avec Elephant Man) (Édition internationale) | Alisha Brooks, Vada Nobles, Evan Rogers, Carl Sturken | 3:37 |
| 14. | Should I? (Éditions japonaise et britannique)                    | Evan Rogers, Carl Sturken, J-Status                   | 3:06 |
| 15. | Hypnotized (Édition japonaise)                                   | Evan Rogers, Carl Sturken, Robyn Fenty                | 4:15 |

## Crédits
Crédits de Music of the Sun issus d'AllMusic
Musiciens
| - Rihanna – chant - Rob Mounsey – arrangement - Full Force – chœurs - Carl Sturken – compositeur, guitare, clavier, piano - Evangeline Evelyn – guitare - Lawrence Glazener – basse - Avril Brown – violon - Kenneth Bruward-Hoy – violon - Yana Goichman – violon - Ann Leathers – violon - Cenovia Cummins – violon - Jan Mullen – violon - Elizabeth Nielson – violon | - Debra Shufelt – violon - Marti Sweet – violon - Uri Vodoz – violon - Carol Wener – violon - Stephanie Cum – violoncelle - Richard Locker – violoncelle - Mark Orrin Shuman – violoncelle - Lian Truffle – violoncelle - Tristan Hart – alto - Vince Lionti – alto - Sue Pray – alto |

Production
| - Evan Rogers, Carl Sturken – producteurs exécutifs - Full Force, Evan Rogers – production - Full Force – production - Al Hemberger, Matt Noble, Malcolm Pollack – ingénieurs - Jason Agel, Roy Matthews, Alex Pinto – ingénieurs assistants - Jason Goldstein, Jason Groucott, Al Hemberger – mixage | - Chris Gehringer – mastering - Jay Brown, Adrienne Muhammad, Tyran "Ty Ty" Smith – A&R - Tai Linzie – design - Andy West – direction artistique - Tai Linzie, Mark Mann Ivan Otis – photographie |

## Classements et certifications
| Pays                              | Position | Certification |
| --------------------------------- | -------- | ------------- |
| Allemagne                         | 31       | –             |
| Autriche                          | 45       | –             |
| Canada                            | 7        | Platine       |
| États-Unis Billboard 200          | 10       | Platine       |
| États-Unis Top R&B/Hip-Hop Albums | 6        | Platine       |
| France                            | 93       | –             |
| Nouvelle-Zélande                  | 26       | –             |
| Pays-Bas                          | 98       | –             |
| Royaume-Uni                       | 35       | Or            |
| Suisse                            | 38       | –             |

### Classements des singles
| 2005                             | Pon de Replay                | 2  | 24 | 6  | 6 | – | 18 | 15 | 1 | 2  | 3  | - ÉU : 3 × Platine - AUS : Platine |
| 2005                             | If It's Lovin' that You Want | 36 | 99 | 25 | 9 | – | –  | 13 | 9 | 11 | 19 | ÉU : Or                            |
| "–" Aucune entrée/certification. |                              |    |    |    |   |   |    |    |   |    |    |                                    |